# Der Schatz (1923)
Der Schatz ist ein deutscher Stummfilm von G. W. Pabst aus dem Jahre 1923. Es handelt sich dabei um Pabsts erste Kinoinszenierung.

## Handlung
Irgendwo im heutigen Slowenien. Svetocar Badalic, seine Frau Anna und beider Tochter leben in einer Glockengießerei. Dort, so weiß der Meister zu berichten, sollen einst die auf dem Balkan wütenden Türken bei ihrem Rückzug 1683 die Gegend verwüstet und einen kostbaren Schatz vergraben haben. Des Glockengießers Altgeselle Svetelenz wittert die Chance, um die Hand von des Meisters Tochter anzuhalten, wenn er erst einmal den Schatz aufgespürt hat. Mit größter Verbissenheit stürzt er sich wie sein Meister und dessen Frau in die Suche. In dem wenig später in der Gießerei eintreffenden, jungen Goldschmied Arno, in den sich Beate prompt verliebt, erwächst dem sehr viel älteren Svetelenz massive Konkurrenz.
Das Schatzfieber hat mittlerweile fast alle angesteckt, lediglich Beates Gedanken schwirren um jemand anderen: um Arno. Der Geselle wird rasend eifersüchtig und überlegt, nachdem er gemeinsam mit Arno tatsächlich den Schatz ausfindig gemacht hat, wie er diesen lästigen Konkurrenten loswerden kann. In ihm macht sich Habgier breit, doch ehe es zu schwerwiegenden Auseinandersetzungen kommen kann, schnappt sich Arno Beate und verlässt mit ihr die Gießerei. Dort eskaliert schließlich die Situation bis zum tödlichen Ausgang: Svetelenz reißt aus Wut den wichtigsten Stützpfeiler des Hauses ein, das daraufhin auf die verbliebenen drei Personen herabstürzt und alle mit dem geborgenen Goldschatz unter sich begräbt.

## Produktionsnotizen
Der Ende 1922 gedrehte Film passierte am 21. Februar 1923 die Filmzensur, wurde mit Jugendverbot belegt und am 26. Februar in Dresden uraufgeführt. Die Berliner Erstaufführung erfolgte am 23. April 1923. Erst 76 Jahre darauf erlebte Der Schatz seine deutsche Nachkriegsaufführung, als er am 14. Oktober 1999 auf ARTE gezeigt wurde. 2007 erschien der Film auf DVD.
Die stark vom Filmexpressionismus bestimmten Bauten wurden von dem diesbezüglich erfahrenen Architektengespann Robert Herlth und Walter Röhrig entworfen und ausgeführt. Die Plastiken schuf Walter Schulze-Mittendorf.

## Kritiken
Lotte H. Eisner bemängelte eine stilistische Uneinheitlichkeit und analysierte Pabsts Debütfilm ausführlich:

„Pabst hat hier noch die Freude deutscher Regisseure am expressionistisch Ornamentalen: die Frau des Glockengießers, die eilig einherkommt, trägt dicht unter dem Kopf ein ungeheures Tablett, der Oberkörper verschwindet; mit ihren aufgeblähten Röcken wirkt sie geradezu wie eine jener bauchigen Glocken, die ihr Mann gießt. Und über den Ehebetten erhebt sich ein Pfeiler wie ein Baumstamm, seine Rippen breiten sich Zweigen vergleichbar aus – Pabst läßt in solchen Einstellungen die Kamera lange verweilen. Es wirkt überraschend, daß ein Künstler wie Pabst auf diese Weise beginnt. Man spürt hier noch keineswegs seinen persönlichen Stil; jeder dem Expressionismus zugewandte Regisseur, der schöne Bildwirkung sucht, hätte diesen Film drehen können. Was jedoch noch mehr auffällt, ist, daß Pabst, der später die Montage so ungemein subtil beherrscht, hier Einstellung an Einstellung ziemlich monoton aneinanderreiht. Jede Einstellung ist überdies zu langatmig, zu schwerfällig. Jede Situation wird zu ausführlich behandelt. Denn Pabst sucht die psychische Reaktion seiner Figuren genau zu sondieren; das steht zudem völlig im Widerspruch zu den expressionistischen Forderungen, die jede Psychologie verdammen. So kommt es hier zu einem besonders fühlbaren Kontrast mit dem sonst expressionistisch gehaltenen Stil des Films. Indes spüren wir auf der anderen Seite in der naturalistischen Führung der Schauspieler bereits die analytische Arbeitsweise, die Pabst sich später zu eigen machen wird. (…) Pabst macht sich im Schatz alle expressionistischen Formelemente zunutze: das Haus des Glockengießers ist niedrig, aufgedunsen, strukturlos, eine lehmartige Masse. Tief lastet die Decke, die Halle ist unheimlich dumpf wie ein Grabgewölbe; hier fühlt man das Vorbild des Golem am stärksten durch.“

Das Lexikon des internationalen Films schrieb: „Ein lange Zeit unterschätztes Melodram von G. W. Pabst, das in seiner restaurierten, mit der Originalmusik eingespielten Fassung durch ambitionierten Kunstanspruch überzeugt. Einer der großen deutschen Kammerspielfilme, zugleich eines der letzten Werke des Expressionismus.“
In CineGraph steht geschrieben: „In der dumpfen, mittelalterlichen Fabel, die in Dekoration (Röhrig/Herlth) und Besetzung (Steinbrück/Krauß) in expressionistischem Stil realisiert ist, klingt bereits das Motiv von der Verquickung von Sex, Geld und Macht an, das Pabst in seinen besten Filmen immer wieder aufgreifen wird.“
Im DVD-Begleittext heißt es:

„Da sind natürlich die Bilder des wenig bekannten Kameramanns Otto Tober, die elaboriert mit Licht und Schatten hantieren. Mehr noch die Ausstattung, hier beigesteuert von Robert Herlth (‚Buddenbrook‘) und Walter Röhrig (‚Faust‘). Höhepunkte von deren Schaffen sind das Haus, das wie ein natürlich gewachsenes Lebewesen wirkt, und die Labyrinth-artigen Katakomben, durch die sich Svetelenz mit seiner Wünschelrute fortbewegt. Eindrücklich auch Pabsts Regie, die alles zusammenhält, und geschickt mit der Doppelung von Motiven und Figuren arbeitet. Fast jedes Ding hat hier seinen Gegenpart. Das unterstreicht er manchmal auf etwas holprige Weise (ein Schnitt etwa zeigt beide Schatzsucher im Tunnel, wenn uns die Dualität der Szenen längst bewusst ist), doch meistens funktioniert das System bravourös. Selbst die treibende Kraft des Films, nämlich die Schatzsuche, passiert doppelt – indem die Männer das Gold und die junge Frau anpeilen.“

Hal Erickson schreibt:

“On the surface a straightforward tale of the search for a buried treasure, the film is a textbook example of German expressionism, with the passions of the protagonists conveyed as much through symbolism as action.”

„Oberflächlich gesehen, handelt es sich um eine stringent erzählte Geschichte von einem vergrabenen Schatz. Der Film ist ein Paradebeispiel für den deutschen Expressionismus, bei dem die Leidenschaften der Protagonisten ebenso durch Symbolismen wie durch Handlung vermittelt werden.“